# Ebina
Ebina (japanska: 海老名市?, Ebina-shi) är en stad i Kanagawa prefektur i Japan. Staden fick stadsrättigheter 1971.